# Ayia Napa FC
O Ayia Napa FC é um clube de futebol cipriota de Ayia Napa, Chipre. A equipe compete no Campeonato Cipriota de Futebol .

## História
O clube foi fundado em 1990.

## Treinadores
- Nikos Kolompourdas (Jan 16, 2013–Feb 25, 2013)
- Costas Loizou (Feb 26, 2013–April 5, 2013)
- Marios Neophytou (April 5, 2013–Oct 21, 2013)
- Zouvanis Zouvani (Oct 24, 2013–Jan 13, 2014)
- Dušan Mitošević (Jan 14, 2014–Apr 17, 2014)
- Nikos Andronikou (June 6, 2014–Sept 30, 2014)
- Giorgos Kosma (Oct 23, 2014–Jan 28, 2016)
- Antonis Mertakkas (Jan 28, 2016-Feb 14, 2016)